# Pelin žena
Pelin žena je skupni studijski album slovenske šansonjerke Svetlane Makarovič in ameriškega jazz trobentača Dennisa Gonzaleza. Izdan je bil leta 1986 pri založbi Brut. Leta 1999 je pri založbi Vinylmania izšel ponatis z dodatnimi pesmimi. Naslov izdaje je Pelin žena/Pelinov med.

## Seznam pesmi
Vse pesmi je napisala Svetlana Makarovič.
Stran A
- "Temna noč"
- "Pelin žena"
- "Uspavanka"

Stran B
- "Ura"
- "Romanje"
- "Kresna pesem"

## Zasedba
Glasbeniki
- Svetlana Makarovič — vokal
- Dennis Gonzalez — trobenta
- Lado Jakša — alt saksofon
- Gerard Bendiks — bobni, tolkala
- Mario Marolt — tenor saksofon

Tehnično osebje
- Lado Jakša — aranžmaji, oblikovanje, fotografiranje
- Aco Razbornik — snemanje
- Toni Jurij — snemanje